# Trappenseeschlösschen

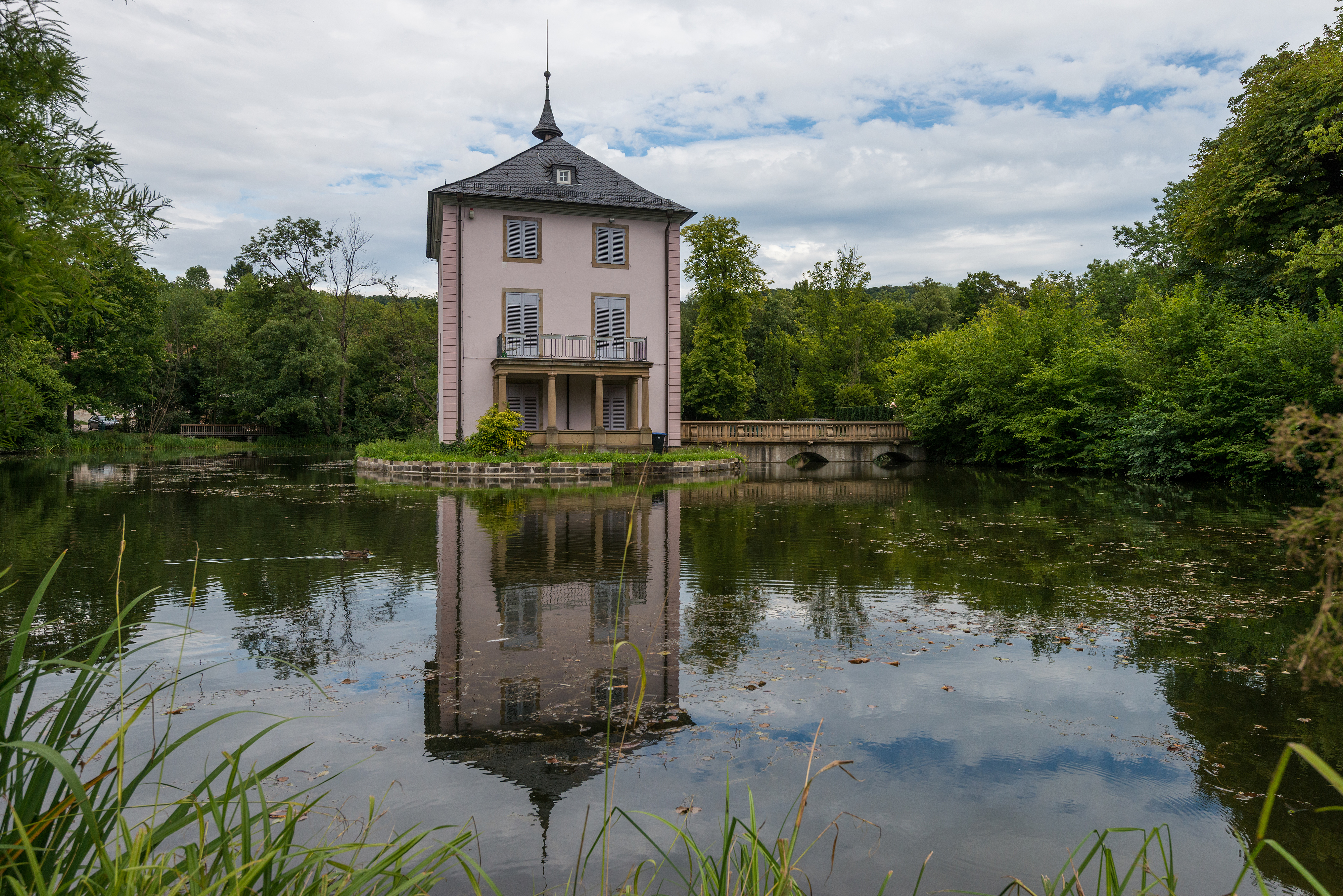
Das Trappenseeschlösschen, 2013

Das Trappenseeschlösschen in Heilbronn ist ein markantes barockes Bauwerk inmitten des Trappensees im Osten der Stadt. Das 1575/76 erbaute Schlösschen war einst Landsitz begüterter Heilbronner Familien und kam 1879 in den Besitz der Brauerei Cluss, die in unmittelbarer Nähe eine Gastwirtschaft errichtete. 1977 erwarb die Stadt Heilbronn das Schlösschen und verpachtete das denkmalgeschützte Gebäude von 1985 bis 2017 an einen Auktionator. Seit 2019 ist das Trappenseeschlösschen Standort des Literaturhauses Heilbronn.

## Geschichte

Das Trappenseeschlösschen in seiner Gestalt vor dem Umbau 1790

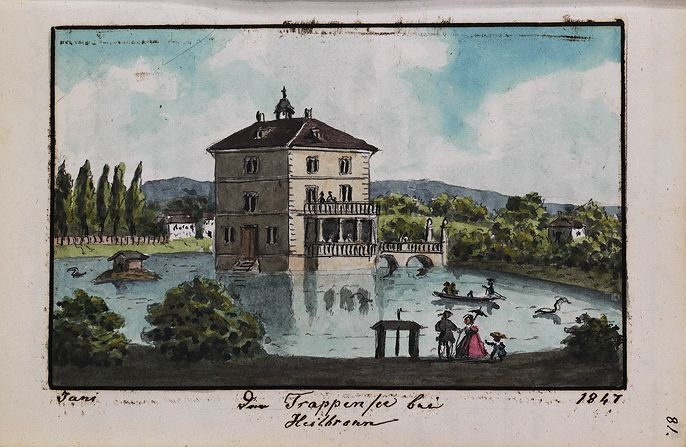
Der Trappensee bei Heilbronn 1847, Aquarell von Christian von Martens

Das Trappenseeschlösschen (seltener Trappenseeschloss) gilt als eines der ältesten erhaltenen Profanbauwerke Heilbronns. Es liegt etwa zwei Kilometer östlich außerhalb des mittelalterlichen Stadtkerns, inmitten des aus dem Wasser des Köpferbaches angestauten Trappensees. Im 16. Jahrhundert gab es mehrere Seen längs des Köpferbaches (im Unterlauf Pfühlbach genannt). Der Trappensee ist wohl seit 1519 belegt und wird 1573 Orthensee genannt. Der Kaufmann und Bürgermeister Philipp Orth ließ dort von 1575 bis 1576 einen Renaissance-Neubau errichten, für den er während einer Italienreise Anregungen erhalten hatte. Orth betrieb eine Fischzucht und legte ein Obstgut um den See an. Der See wurde zu dieser Zeit nach seinem Besitzer noch Orthensee oder schlicht das Seegut genannt. Das Seegut kam an Orths gleichnamigen Sohn Philipp Orth d. J. (1567–1622) und nach dessen Tod über die spätere Hochzeit seiner Witwe an den Heilbronner Bürgermeister Johann Georg Spitzer.
Anfang des Jahres 1653 erwarb die Heilbronner Kaufmannsfamilie Trapp das Seegut von Spitzer. Der spätere Schultheiß Johann Bernhard Trapp und sein Bruder, der Bürgermeister Ludwig Trapp wurden am 4. Mai 1653 in den Adelsstand erhoben. Die Trapps wurden Namensgeber für See und Gebäude, dessen Bezeichnung als Schlösschen bzw. Schloss auch aus dieser Zeit datiert.
Die Nachfahren des Bürgermeisters Ludwig Trapp verstarben in rascher Folge binnen weniger Jahre: Sohn Johann Ludwig Trapp (* 1621) verstarb 1675 und überlebte dennoch damit seinen gleichnamigen Sohn Johann Ludwig Trapp (1646–1674). Dessen Sohn Ludwig Heinrich Trapp verstarb 1674 im Kindesalter. Die letzte Nachfahrin Ludwig Trapps, die Urenkelin Anna Elisabethe Trapp, heiratete 1691 den Ratsherren Peter von Roßkampff (1680 kl.Rat), den Großvater des Heilbronner Bürgermeisters Georg Heinrich von Roßkampff. Dadurch wurde der Trappensee 1691 Eigentum der Familie Roßkampff. 1714 erwarb Bürgermeister Johann Heinrich Orth (ein Urenkel des einstigen Besitzers Philipp Orth) die Anlage. 1738 wird der Stadtarzt Friedrich Wilhelm Klose als Besitzer des Trappenseeguts genannt.
Im Hofgut um den See entwickelte sich im Laufe des 18. Jahrhunderts eine bekannte Obstzucht.
1784 wurde das Schlösschen nach mehreren Besitzerwechseln von dem in Heilbronn geborenen niederländischen Admiral und Diplomaten Heinrich August von Kinckel (1747–1821) erworben und in seine heutige barocke Form umgestaltet. Kinckel lebte jedoch überwiegend in Mannheim, so dass es zu mancherlei „Frevel“ und Einbrüchen in das ungenutzte Bauwerk kam. Letztlich verkaufte Kinckel das Anwesen 1804 an seine beiden Schwestern, die es dem Heilbronner Metzger Heinrich Pauly verpachteten. Nach dem Tod der Schwestern Rosina Elisabeth († 1808) und Sophia († 1830) erbte Rosina Elisabeths Tochter Elise Freifrau Rüdt von Collenberg, die 1791 ihre Hochzeit im Trappenseeschlösschen gefeiert hatte, das Anwesen. Elise starb als letzte Nachfahrin der Freiherren von Kinckel 1834 kinderlos in Heilbronn, ihr Erbe fiel an Verwandte ihres 1825 verstorbenen Gatten, die das Anwesen 1838 an den bisherigen Pächter Pauly veräußerten.
Um 1879 erwarb die Heilbronner Brauerei Cluss das Anwesen und errichtete in unmittelbarer Nähe längs der Jägerhausstraße eine Schankhalle, die heutige Trappenseegaststätte. 1977 wurde das Gebäude von der Stadt Heilbronn erworben und umfassend saniert. Von 1985 bis 2017 war das Auktionshaus Dr. Jürgen Fischer Pächter des Trappenseeschlösschens. Nach einer achtmonatigen Sanierungsphase und Modernisierungsarbeiten im Inneren ist das Schlösschen seit 2019 Ort des Literaturhauses Heilbronn und der Bevölkerung zugänglich. Neben Lesungen bietet das Literaturhaus eine Ausstellung zu berühmten Heilbronner Literaten mit dem Titel „Heilbronn-er-lesen“ und verschiedenen multimedialen Angeboten. Ebenfalls Teil des Literaturhauses ist seit 2019 das Kleist-Archiv Sembdner, das die Stadt Heilbronn 1990 aus dem Nachlass des Kleist-Forschers Helmut Sembdner erworben hat.
Ab 1909 entstand zwischen dem Trappensee und dem Pfühlbrunnen der Pfühlpark, der bis zur Gartenschau 1934 auf seine heutige Größe von rund 15 Hektar anwuchs.

## Beschreibung
In der Form von 1784 stellt sich das Trappenseeschlösschen noch heute dreigeschossig auf nahezu quadratischem Grundriss dar. Die Fassade ist an den Längsseiten dreiachsig und an den Schmalseiten zweiachsig gegliedert. Die Ecken des Gebäudes sind als Pilaster ausgebildet. Zugänglich ist das Wasserschloss an der Ostseite über eine schmale Brücke durch ein Rundbogenportal. Das Sockel- und Mittelgeschoss weisen große, das Obergeschoss kleinere Rechteckfenster auf. An der Südseite befindet sich ein kleiner Portikus mit vier Säulen, darüber ein Balkon. Das Walmdach verfügt über Gauben und einen kleinen Dachreiter.